# Bulbophyllum kjellbergii
Bulbophyllum kjellbergii là một loài phong lan thuộc chi Bulbophyllum.